# Patrik Lindberg
Patrik Lindberg (alias f0rest), född 10 juni 1988 i Hammarby församling, Upplands Väsby, är en svensk före detta professionell Counter-Strike och Counter-Strike: Global Offensive-spelare. Där han bland annat har representerat organisationen Ninjas in Pyjamas.
Den 8 november 2024 meddelade Lindberg i ett pressmeddelande att han avslutar sin karriär som professionell spelare. Detta efter att han stått utan lag sedan 2022. Lindberg meddelar även att han kommer att återvända till Ninjas in Pyjamas som varumärkesambassadör.

## Karriär

### Counter-Strike 1.6
Lindberg började spela Counter-Strike redan 2001 då spelet var i ett tidigt stadium. Lindberg röstades i januari 2008 av Fragbite fram till Sveriges bästa Counter-Strike-spelare under 2007. Lindberg utsågs också till världens sjätte bästa Counter-Strike-spelare år 2010 och världens femte bästa år 2011 av HLTV.
Den 26 juli 2012 meddelade Anton Budak, manager för SK Gamings Counter-Strike-division, att Lindberg, tillsammans med Christopher "GeT_RiGhT" Alesund och Robert "RobbaN" Dahlström, hade lämnat organisationen.

### Counter-Strike: Global Offensive
Lindberg signerade för Ninjas in Pyjamas (NiP) tillsammans med Christopher "GeT_RiGhT" Alesund, Richard "Xizt" Landström, Adam "friberg" Friberg och Robin "Fifflaren" Johansson i samband med att Counter-Strike: Global Offensive (CS:GO) släpptes under 2012. Under Lindbergs tid i Ninjas in Pyjamas vann de vid ett tillfälle 87 raka kartor på LAN, vilket än idag (mars 2023) är rekord. Under Lindbergs tid i Ninjas in Pyjamas utsågs han bland annat till världens näst bästa CS:GO-spelare under 2013 av HLTV. Han spelade även i fem Major-finaler som resulterade i en vinst, under ESL One Cologne 2014.
Lindström lämnade NiP i januari 2020 som den sista från den ursprungliga CS:GO-uppställningen efter 7,5 år i organisationen. Samma månad återförenades han med Cristopher "GeT_RiGhT" Alesund, Richard "Xizt" Landström och Adam "friberg" Friberg i Dignitas, med Robin "Fifflaren" Johansson som tränare. I maj 2022 släppte Dignitas hela sin CS:GO-division och en kort tid senare återförenades Lindberg återigen med Cristopher "GeT_RiGhT" Alesund och Adam "friberg" Friberg i laget d00m i ett försök att kvala in till nästkommande Major. Innan dess hann Lindberg vikariera i Fnatic, det lag som han representerade under 5 år i Counter-Strike 1.6, under Pinnacle Cup Championship i Lund. Efter att d00m inte lyckats kvala till Majorn in har Lindberg stått utan lag.